# La Bien Querida
Ana Fernández-Villaverde (Bilbao, 6 de noviembre de 1972), más conocida por su nombre artístico La Bien Querida, es una cantante y música española.

## Biografía
Es hija del músico Txabi Villaverde. Dedicada inicialmente a la pintura, decide iniciar en 2008 su trayectoria en el mundo de la música. Graba con Horacio Nistal su primera maqueta, que será elegida como mejor maqueta del año por la revista Mondosonoro.

"Yo siempre me había dedicado a la pintura hasta que me compré una guitarra. Me bajé los acordes de internet de las canciones pop que me gustaban y así empecé. J de Los Planetas me animó a empezar a componer. Preparé una maqueta y la subí a un portal que se llamaba Myspace. Dos compañías indies me contactaron con intención de sacarme un disco.  Al principio lo vi como un juego, no pensé que acabaría siendo mi vida. Para mi primer disco hablé con David Rodríguez para que me hiciera los arreglos de las canciones. Nunca pensé que acabaría dedicándome a la música.
Ana Fernández-Villaverde (JotDown, 2018) 

En 2008 realiza una actuación apoyada por el grupo de Antonio Luque, Sr. Chinarro, y ficha por el sello discográfico Elefant Records. En 2009 publicará su álbum debut Romancero, producido por David Rodríguez (líder de las bandas Beef y La Estrella de David), que recoge las siete canciones de la maqueta más cinco nuevas. Romancero es elegido mejor disco nacional de 2009 por las revistas Mondosonoro y Rockdelux.

"Hago canciones de corte pop y luego se visten de diferentes formas, puede ser electrónica, popular, con cuerdas… David Rodríguez se encarga de hacer la producción. Intento que cada canción sea especial, que no sea lo típico,  si eso es indie, pues entonces sí me considero indie"
Ana Fernández-Villaverde (JotDown, 2018) 

El 7 de marzo de 2011 se publicó la edición digital de su segundo álbum, Fiesta, editándose el CD el 22 de marzo. En él destacan los sencillos «Hoy» y «Noviembre» y «Monte de piedad». 
Precedido por el sencillo «Arenas movedizas», Ceremonia, su tercer álbum de estudio, aparece en noviembre de 2012. Álbum que, según la nota de prensa de presentación, sonaría «más oscuro y electrónico terminando en algunos momentos en una auténtica sinfonía de ruidos infinitos, fríos y penetrantes». Y así lo demuestran especialmente el sencillo «Arenas movedizas», «A veces ni eso», o «Aurora», que como a lo largo de todo el disco, desaparece algo de la anterior frescura, dando paso a los sintetizadores, que generan nuevas atmósferas. El disco, grabado también con Elefant Records, es mezclado por Sergio Pérez (Pegasvs/Svper), y masterizado por Yves Roussel.

"Yo prefiero ser cabeza de ratón que cola de león, en el indie soy alguien y me siento cómoda, salir de ahí me da un poco de miedo.
Ana Fernández-Villaverde (JotDown, 2018) 

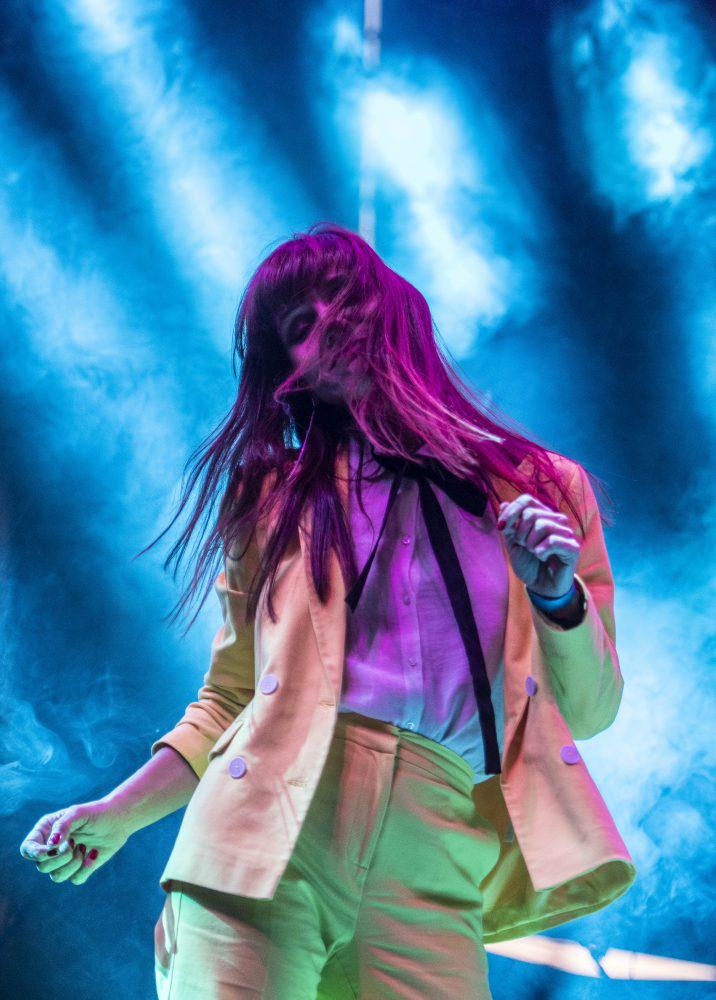
La Bien Querida en las Fiestas de San Isidro de 2019

Entre finales de 2014 y principios de 2015 Ana va publicando los Maxi-Singles Premeditación, Nocturnidad y Alevosía, este peculiar formato se aglutina finalmente en su cuarto LP, publicado el 6 de marzo de 2015, de nuevo sin separarse de Elefant Records. Cada uno de los EPs arroja un sencillo: «Poderes extraños», «Ojalá estuvieras muerto» y «Muero de amor», que junto al resto de temas de la trilogía, hace mezclarse entre epicidad y sintetizadores a New Order, OMD o Depeche Mode con palmas flamencas, atmósferas de Los Planetas, o incluso con Franco Battiato como en «Música contemporánea», de nuevo con la mano de Sergio Pérez a las mezclas y el masterizado de Yves Roussel.

"El cuarto disco era bastante conceptual en su planteamiento y ya en el nombre Premeditación, nocturnidad y alevosía había una parte muy oscura. Pero, bueno, si canto «Ojalá estuvieras muerto», no quiero decir con eso que vaya a adoptar esa actitud. A veces de tanto querer a una persona que no te da lo que tú necesitas, a todos nos ha pasado que hemos llegado a odiarla. Cuando odias es porque has querido mucho. De hecho, una actitud muy femenina es que cuando un tío nos gusta lo criticamos mucho, aunque estés superenamorada. Nos gusta, nos hace sentirnos bien, es terapéutico"
Ana Fernández-Villaverde (JotDown, 2018) 

Su canción «La Verdad», incluida en su álbum de 2019 Brujería, formó parte de la banda sonora de la segunda temporada de la serie de televisión La casa de las flores.
En la serie Paquita Salas de los Javis aparece la propia Ana en el 5.º capítulo de la 3.ª temporada y también suenan "Dinamita" y "Los Jardines de Marzo".
Su canción "Dinamita", incluida en su álbum Fuego, se puede escuchar también en las series Élite de Netflix y en Vida perfecta de Leticia Dolera.
También ha versionado la canción "Soy Rebelde" (de Manuel Alejandro que popularizó Jeanette) para un anuncio de televisión. 
Su canción "Muero de Amor" apareció en la campaña de Lotería de San Valentin en todas las televisiones. 
Recientemente Ana ha hecho una versión de "Estoy Llorando Por Ti" de Minerva para la serie "Todo Lo Otro" de Abril Zamora para HBOmax.
El 16 de enero de 2022 se estrenó la serie Express de Starzplay, cuya canción de cierre es "Río de Enero" y está compuesta por Ana.

## Discografía

### Álbumes
- Romancero (Elefant Records 2009):

1. Ya no
2. Corpus Christi
3. De momento abril
4. A.D.N.
5. 9.6
6. Cuando lo intentas
7. El zoo absoluto
8. Medidas de seguridad
9. Bendita
10. Santa Fe
11. Los estados generales
12. Golpe de Estado

Producido por David Rodríguez. Con la colaboración de la Orquesta Arab de Barcelona y Joe Crepúsculo.
Se han rodado videos musicales de las canciones De momento abril (dirigido por Les Nouveaux Auteurs), 9.6 (dirigido por Luis Cerveró) y Corpus Christi (dirigido por Nadia Mata Portillo).[cita requerida]
- Fiesta (Elefant Records 2011):

1. Noviembre
2. Hoy
3. Queridos tamarindos
4. Sentido común
5. Piensa como yo
6. Cuando el amor se olvida
7. La muralla china
8. Monte de piedad
9. En el hemisferio austral
10. Me quedo por aquí
11. Monumentos en la luna
12. Lunes de Pascua

Producido por David Rodríguez. Se ha rodado un video musical de la canción Hoy (dirigido por Canadá).
- Ceremonia (Elefant Records 2012):

1. Arenas movedizas
2. Luna nueva
3. Hechicera
4. Carnaval
5. A veces ni eso
6. Los picos de Europa
7. Pelea
8. Aurora
9. Más fuerte que tú
10. Mil veces

- Premeditación, nocturnidad y alevosía (Elefant Records 2015):

(CD recopilación de los tres Maxi-Singles 12" Premeditación, Nocturnidad y Alevosía):
1. Poderes extraños
2. El origen del mundo
3. Alta tensión
4. Disimulando
5. Ojalá estuvieras muerto
6. Encadenados
7. Carretera secundaria
8. Crepúsculo
9. Música contemporánea
10. Vueltas
11. Geometría existencial
12. Muero de amor

- Premeditación, nocturnidad y alevosía (remixes) (Elefant Records 2016)

1. Muero de amor (Svper remix)
2. Geometría existencial (Los Pilotos & Koaxial remix)
3. Vueltas (Aaron Rux remix)
4. Música contemporánea (Alejandro Martínez-Kinski remix)
5. Crepúsculo (Russian Red & Dj Lloret remix)
6. Carretera secundaria (Tulsa & Betacam remix)
7. Encadenados (Dani Ites remix)
8. Ojalá estuvieras muerto (Yung Beef remix)
9. Disimulando (Joe Crepúsculo remix)
10. Alta tensión (Nacho Canut remix)
11. El origen del mundo (Le Parody remix)
12. Poderes extraños (versión Piroquinética -Triángulo de Amor Bizarro remix)
13. Poderes extraños (versión Crioquinética - Álex Casanova remix)

- Fuego (Elefant Records, 2017)

1. Dinamita
2. 7 días juntos (con Joan Miquel Oliver)
3. Lo veo posible
4. Permanentemente
5. Peor que las demás
6. Recompensarte (con Jota y Muchachito)
7. Si me quieres a mí
8. La pieza que me falta (con La Estrella de David)
9. El lado bueno
10. Fuerza mayor
11. Los jardines de marzo

- Brujería (Elefant Records 2019)

1. Intro: Hechizo protector
2. La verdad
3. Te quiero
4. Déjame entrar (con La Estrella de David)
5. ¿Qué?  (con Diego Ibáñez)
6. Miedo
7. Me envenenas
8. Nubes negras
9. Domingo escarlata (con Jota)
10. Morderte
11. La fuerza (con Jota)

- Paprika (Sonido Muchacho, 2022)

1. La perra del hortelano
2. Esto que tengo contigo
3. La voz de su amo
4. Átame
5. Datbay
6. Como si nada
7. Juan
8. La cruz de Santiago (con Santiago Motorizado)
9. Mala hierba
10. No es lo mismo (con Jota de Los Planetas)
11. En paz

- LBQ (Sonido Muchacho, 2025)

1. Ni bien ni mal
2. Podría haber sido
3. Bar Dixie
4. Como te amo yo
5. Noche de bodas
6. Como un perro
7. Mundaka
8. Naugrafio
9. Un milagro
10. S.O.S
11. Una estrella

### SencillosyEP
- 9.6 (Elefant Records 2009 ER-375 CD-Single).

1. 9.6 (Romancero)
2. 9.6 (Milkyway Dreamy Mix) (remezcla de Guille Milkyway)
3. 9.6 (French Hot Dog) (remezcla de Hidrogenesse)
4. 9.6 (En casa de Ana) (versión de la maqueta)
5. 9.6 (vídeo musical)

- Hoy (Elefant Records 2011, solo disponible en formato digital).

1. Hoy

- Queridos Tamarindos (Elefant Records 2011 ER-288 Single 7" en vinilo rojo).

1. Queridos Tamarindos
2. No es terrestre
3. Diferente

- Arenas movedizas (Elefant Records 2012, solo disponible en formato digital).

1. Arenas movedizas

- Premeditación (Elefant Records 2014, Maxi-Single 12")

1. Poderes extraños
2. El origen del mundo
3. Alta tensión
4. Disimulando

- Nocturnidad (Elefant Records 2014, Maxi-Single 12")

1. Ojalá estuvieras muerto
2. Encadenados
3. Carretera secundaria
4. Crepúsculo

- Alevosía (Elefant Records 2015, Maxi-Single 12")

1. Música contemporánea
2. Vueltas
3. Geometría existencial
4. Muero de amor

- 7 Días Juntos / Dinamita (Elefant Records 2017, solo disponible en formato digital).

1. 7 Días Juntos (con Joan Miquel Oliver)
2. Dinamita

- El Lado Bueno (Elefant Records 2017, solo disponible en formato digital).

1. El Lado Bueno

- Recompensarte (Elefant Records 2017, solo disponible en formato digital).

1. Recompensarte (con Los Planetas & Muchachito)

- Recompensarte [Aaron Rux Production] (Elefant Records 2017, solo disponible en formato digital).

1. Recompensarte (remezcla de Aaron Rux)

- ¿Qué? (Elefant Records 2019, solo disponible en formato digital).

1. ¿Qué?

- La Fuerza (Elefant Records 2019, solo disponible en formato digital).

1. La Fuerza

- Me Envenenas (Elefant Records 2019, solo disponible en formato digital).

1. Me Envenenas

- Miedo (Elefant Records 2019, solo disponible en formato digital).

1. Miedo

- Un gatito (Elefant Records 2020, solo disponible en formato digital).

1. Un gatito

### Colaboraciones
La Bien Querida ha hecho, hasta la fecha, las siguientes colaboraciones: 
- Voz en el tema Tú hueles mejor del álbum En la cama con Anntona (Gramaciones Grabofónicas, 2009) de Anntona, guitarrista de Los Punsetes.[10]
- Voz en No sé cómo te atreves y La veleta del disco de Los Planetas Una ópera egipcia (Octubre / Sony Music Entertainment 2010).[11]
- Voz en el tema Ciencias Exactas del sencillo homónimo de Ed Wood Lovers, editado por Elefant Records en 2011.
- En 2015 graba junto a Los Pilotos Negras estrellas para el disco Contemplaciones: Homenaje iberoamericano a Jeanette (Plastilina Records, 2015).[12]
- Soleá Morente -  Tendrá que haber un camino (El Volcán Música, 2015) (letra y música en Vampiro, Nochecita Sanjuanera y Todavía, coros en Tonto).[13]
- Tigres Leones - La Catastrofía (Sonido Muchacho, 2015), voz en Marte.[14]
- Delafé - La Fuerza Irresistible (Warner Music, 2016) (voz en Contigo cobra sentido respirar).
- Coros en Espíritu olímpico, sencillo adelanto del álbum Zona temporalmente autónoma de Los Planetas (El Ejército Rojo, 2017).
- Vitalic - Tú conmigo (Clivage Music, 2017).
- Los Planetas - Hierro y níquel 18 (El Ejército Rojo, 2018), compone la cara B del sencillo, Vivir en paz.
- La Estrella de David - Valor sentimental (single, Discos Garibaldi, 2019) vocalista en sus dos canciones, Todo está envejeciendo antes de tiempo y Yo quisiera ser un ángel.
- Delafé - Mixtape / Si está bien (single, Warner Music Group, 2019), voz en Mixtape.[15]
- Cineplexx - Hey (Nacional Records, 2019)
- Bravo Fisher! - Yayito (Musiteca, 2019)
- Soleá Morente - Cosas buenas (letra y música) (Elefant Records, 2019)
- Soleá Morente -  Lo que te falta (Elefant Records, 2020) (compone Lo que te falta, Olvidarme de ti y Cosas buenas).[16]
- Carlos Sadness - Perreo Bonito (2022)

## Reconocimientos
Premios MIN
| Año  | Categoría                            | Nominado/a                    | Resultado | Ref.   |
| ---- | ------------------------------------ | ----------------------------- | --------- | ------ |
| 2010 | Álbum del Año                        | Romancero                     | Ganador   | [ 17 ] |
| 2010 | Artista Revelación                   | Ella Misma                    | Ganadora  | [ 17 ] |
| 2013 | Mejor Álbum de Pop                   | Ceremonia                     | Ganadora  | [ 18 ] |
| 2013 | Premio a la mejor producción musical | David Rodríguez por Ceremonia | Ganador   | [ 18 ] |